# Heglig
Heglig (ibland Heglieg) är en mindre stad i Södra Kordofan, på gränsen mellan Sudan och Sydsudan. Staden är omstridd, då både Sudan och Sydsudan gör anspråk på den, och har varit skådeplats för stridigheter vid flera tillfällen. I april 2012 erövrades staden av Sydsudans armé, men återtogs av Sudan tio dagar senare. Sydsudanesiska myndigheter förnekade att man blivit uttvingad, och påstod att man dragit sig tillbaka av egen fri vilja.
Området innehåller en stor del av Sudans oljereserver.

## Fotnoter
1. ↑  Sudan says South Sudan controls largest oil field - BBC News, 10 April 2012
2. ↑  ”Arkiverade kopian”. Arkiverad från originalet den 11 juli 2012. https://web.archive.org/web/20120711093743/http://www.sudantribune.com/AU-pushing-roadmap-for-resolution,42398. Läst 28 oktober 2012.
3. ↑  Svenska Dagbladet, Hundratals sydsudaneser döda, hämtad 28 oktober 2012